# Julia Mamaea
Julia Avita Mamaea was Romeins keizerin van 222 tot 235.  Zij was de moeder van Severus Alexander. In feite was zij degene die het keizerrijk bestuurde toen haar zoon aan de macht was.
Als weduwe hertrouwde Julia Mamaea met Marcus Julius Gessius Marcianus. Severus Alexander was een van de kinderen geboren uit dat huwelijk.
In 221, toen de jonge Elagabalus aan de macht was, stonden de zaken er slecht voor. Elagabalus was er openlijk op uit zijn neef Severus Alexander te vermoorden. In het begin van 222 zag Julia Mamaea kans om in een complot met haar moeder Julia Maesa Elagabalus en zijn  moeder Julia Soaemias door de pretoriaanse garde te laten vermoorden.
Op 13 maart 222, de dag dat haar zoon keizer van Rome werd, kreeg zij de titel Augusta, en zij zou gedurende de daarop volgende dertien jaar de machtigste persoon zijn in het keizerrijk.
In 225 arrangeerde zij het huwelijk tussen haar zoon en Orbiana, die de titel Augusta erfde van Mamaea's moeder Maesa die kort daarvoor was overleden. Binnen twee jaar ontbond zij dit huwelijk weer, niet alleen omdat haar invloed op haar zoon erdoor verminderd werd, maar vooral omdat Orbiana's vader ervan werd verdacht tegen haar samen te zweren met de pretoriaanse garde.  Orbiana leverde uiteraard haar titel weer in en werd verbannen naar Noord-Afrika en haar vader werd terechtgesteld.
Mamaea was vanaf dat moment niet alleen de enige Augusta in het keizerrijk, maar eiste ook allerlei extra titels: Mater Augusti et castrorum et senatus et patriae (moeder des keizers en der legerkampen en van de senaat en des vaderlands) en uiteindelijk zelfs Mater universi generis humani (moeder van het gehele menselijke geslacht).
De dominantie van een vrouw in combinatie met de zwakheid van de keizer werd vooral in militaire kringen niet gewaardeerd.  Op de terugweg van een zwakke veldtocht tegen de Alemannen in het voorjaar van 235 kwamen soldaten in opstand en, terwijl Julia Mamaea haar 26-jarige zoon - die haar vervloekte voor alle ellende die hen overkwam - in haar armen klemde, werden zij beiden gedood.